# MS Anthem of the Seas
Anthem of the Seas, крузер је класе "Quantum" који излази на прољеће 2015. године. У власништву је "Royal Caribbean International" компаније.